# Łuk triumfalny (powieść)
Łuk triumfalny – powieść Ericha Marii Remarque’a, wydana po raz pierwszy po niemiecku w 1945 roku.

## Fabuła
Akcja toczy się w ostatnich miesiącach dwudziestolecia międzywojennego. Fabuła opowiada historię niemieckiego chirurga, który po ucieczce z nazistowskich Niemiec nielegalnie przebywa we Francji. Aby przeżyć, podejmuje się nielegalnej pracy w renomowanej prywatnej klinice w Paryżu, wykonując za niewielkie pieniądze operacje przypisywane potem dwóm francuskim lekarzom. Nie posiada paszportu, francuskiej wizy, nie używa nawet swojego nazwiska. Występuje pod nazwiskiem Ravic.
Monotonne życie, toczące się między szpitalem a hotelem zamieszkanym przez uchodźców, przerywa pojawienie się Joanny, która chce popełnić samobójstwo skacząc z mostu de l’Alma. Ravic zabiera Joannę ze sobą, co staje się początkiem jednej z najpiękniejszych historii miłosnych. Pewnego dnia, kiedy siedzi w Café Fouquet, dostrzega swojego niemieckiego prześladowcę – agenta Gestapo Haackego, który torturował, a następnie zamordował mu ukochaną kobietę, a jego wysłał do obozu koncentracyjnego. Ravic musi podjąć decyzję.
Tytułowy Łuk Triumfalny – symbol militarnych zwycięstw Napoleona i francuskiego patriotyzmu – wznosi się w centrum dzielnicy, w której mieszkał Ravic. Wokół niego toczy się życie bohaterów powieści. Ta właśnie budowla stanowi dla Remarque’a, znanego z pacyfistycznych poglądów, symbol ludzkiej agresywności, ludzkiego cierpienia i bezsensownej śmierci.

## Adaptacje
- Łuk triumfalny – melodramat wojenny z 1948 w reżyserii Lewisa Milestone’a. W rolach głównych wystąpili Ingrid Bergman, Charles Boyer i Charles Laughton[1].